# لورن اسپنسر-اسمیت
لورن اسپنسر-اسمیت (به انگلیسی: Lauren Spencer-Smith) (زاده ۲۸ سپتامبر ۲۰۰۳) خواننده انگلیسی است.